# Santa Tecla Fútbol Club
Maillots
Le Santa Tecla Fútbol Club est un club de football salvadorien fondé en 2007.

## Palmarès
- Championnat du Salvador (4)
  - Champion : Clausura 2015, Apertura 2016, Clausura 2017, Apertura 2018

- Championnat du Salvador D2 (1)
  - Champion : Clausura 2012